# Кане Танака
Кане Танака (јап. 田中カ子; Фукуока, 2. јануар 1903 — Фукуока, 19. април 2022) била је јапанска суперстогодишњакиња која је према гинисовој књизи рекорда носила титулу најстарије живе особе на свету у периоду од 22. јула 2018. до 19. априла 2022. године. Тренутно је најстарија особа која је икада живела у Јапану и Азији, као и друга најстарија документована особа у историји, одмах иза Жане Калман (1875—1997).

## Биографија
Кане Танака рођена је као Кане Ота у Фукуоки, Префектура Фукуока, Јапан, 2. јануара 1903. године. Била је седмо дете, од осморо у породици Кумакичија и Куме Ота. 6. јануара 1922. године, удала се за свог рођака Хидеа Танаку (1902—1993), иако се нису упознали пре венчања. Имали су четворо деце и усвојили пето. Њихова најстарија ћерка преминула је убрзо по рођењу, а друга ћерка је преминула у доби од једне године 1947. године, док је усвојена ћерка преминула у доби од 23 године 1945. године.
Током Другог светског рата, радила је у породичној продавници, продајући резанце и колаче од пиринча. Наставила је да ради у продавници све до пензионисања у 63. години живота. Да би прославили 50. годишњицу брака 1972. године, Кане и Хидео, отпутовали су по први пут у Сједињене Америчке Државе где су посетили Дизниленд. Њен супруг преминуо је 9. фебруара 1993. године, у 90. години живота, након 71 године брака.
У доби од 90 година, оперисана је од катаракте, а у 103. години живота преживела је рак дебелог црева. Када је имала 107 година, њен син је написао књигу о њеном животу и дуговечности. Волела је да пише поезију и решава математичке задатке. Своју дуговечност приписивала је вери у Бога.
22. јула 2018. године, након смрти 117-годишње Чијо Мијако, постала је најстарија жива особа у Јапану и на свету.
19. септембра 2020. године, надмашила је старост Наби Таџиме (1900—2018) од 117 година и 260 дана, поставши најстарија особа која је икада живела у Јапану и Азији.
У септембру 2021. године, вакцинисана је против Ковида 19, што је чини најстаријом особом која се вакцинисала против те болести.
10. априла 2022. године, премашила је старост Саре Кнаус (1880—1999) од 119 година и 97 дана, поставши друга најстарија верификована особа у историји, одмах иза Жане Калман (1875—1997) из Француске, која је живела 122 године и 164 дана.
Кане Танака преминула је у старачком дому у Фукуоки, Префектура Фукуока, Јапан, 19. априла 2022. године, у доби од 119 година и 107 дана. Након њене смрти, тада 118-годишња монахиња Лисил Рандон из Француске, преузела је титулу најстарије живе особе на свету.